# Stictosia flexilisana
Stictosia flexilisana là một loài bướm đêm thuộc phân họ Arctiinae, họ Erebidae.